# Ildiguzidi
Ildiguzidi (perz. ایلدگزیان - Ildegozidi; azer. Eldəgəzlər), poznati i kao atabegovi Azarbajdžana (perz. اتابکان آذربایجان - Atābakān-e Āḏarbāyjān; azer. Azərbaycan Atabəylər Dövləti), bili su pripadnici lokalne dinastije kumanskog (turkijskog) podrijetla. Kao seldžučki vazali od 1135. do 1225. godine vladali su područjima koja obuhvaćaju današnji sjeverozapad Irana (regija Azarbajdžana), gotovo čitav Azerbajdžan i Armeniju, te manje dijelove Turske i Iraka. Njihova dinastija imenovana je prema osnivaču Šamsudinu Ildiguzu čija je moć rasla proporcionalno s decentralizacijom odnosno opadanjem snage Seldžuka. Godine 1209. Ildiguzidi šire politički utjecaj i na ahmadilsku Maragu čime dosežu svoj vrhunac, no petnaestak godina kasnije dinastija se gasi pod navalom Gruzijaca i Horezmijca. 

## Poveznice
- Seldžuci
- Atabegovi